# Transformation naturelle
En mathématiques, plus précisément en théorie des catégories, une transformation naturelle permet de transformer un foncteur en un autre tout en respectant la structure interne (c'est-à-dire la composition des morphismes) des catégories considérées. On peut ainsi la voir comme un morphisme de foncteurs.

## Définition
Soient {\textstyle {\mathcal {C}}} et {\textstyle {\mathcal {D}}} deux catégories, F et G deux foncteurs de {\textstyle {\mathcal {C}}} dans {\textstyle {\mathcal {D}}}. Une transformation naturelle η de F vers G est la donnée, pour tout objet X de {\textstyle {\mathcal {C}}}, d'un morphisme de {\textstyle {\mathcal {D}}} :
tel que pour tous objets X et Y de {\textstyle {\mathcal {C}}} et tout morphisme  {\displaystyle f} de X dans Y, on ait {\displaystyle \eta _{Y}\circ F(f)=G(f)\circ \eta _{X}}. Autrement dit, le diagramme suivant soit commutatif  :
Si pour tout objet X de {\textstyle {\mathcal {C}}}, ηX est un isomorphisme, on dit que η est une « équivalence naturelle » ou un « isomorphisme naturel ».
La définition de transformation naturelle ci-dessus concerne deux foncteurs covariants. On peut de même définir la notion de transformation naturelle entre deux foncteurs contravariants en inversant uniquement le sens des flèches horizontales du diagramme ci-dessus.